# Iglesia de San Giorgio degli Schiavoni

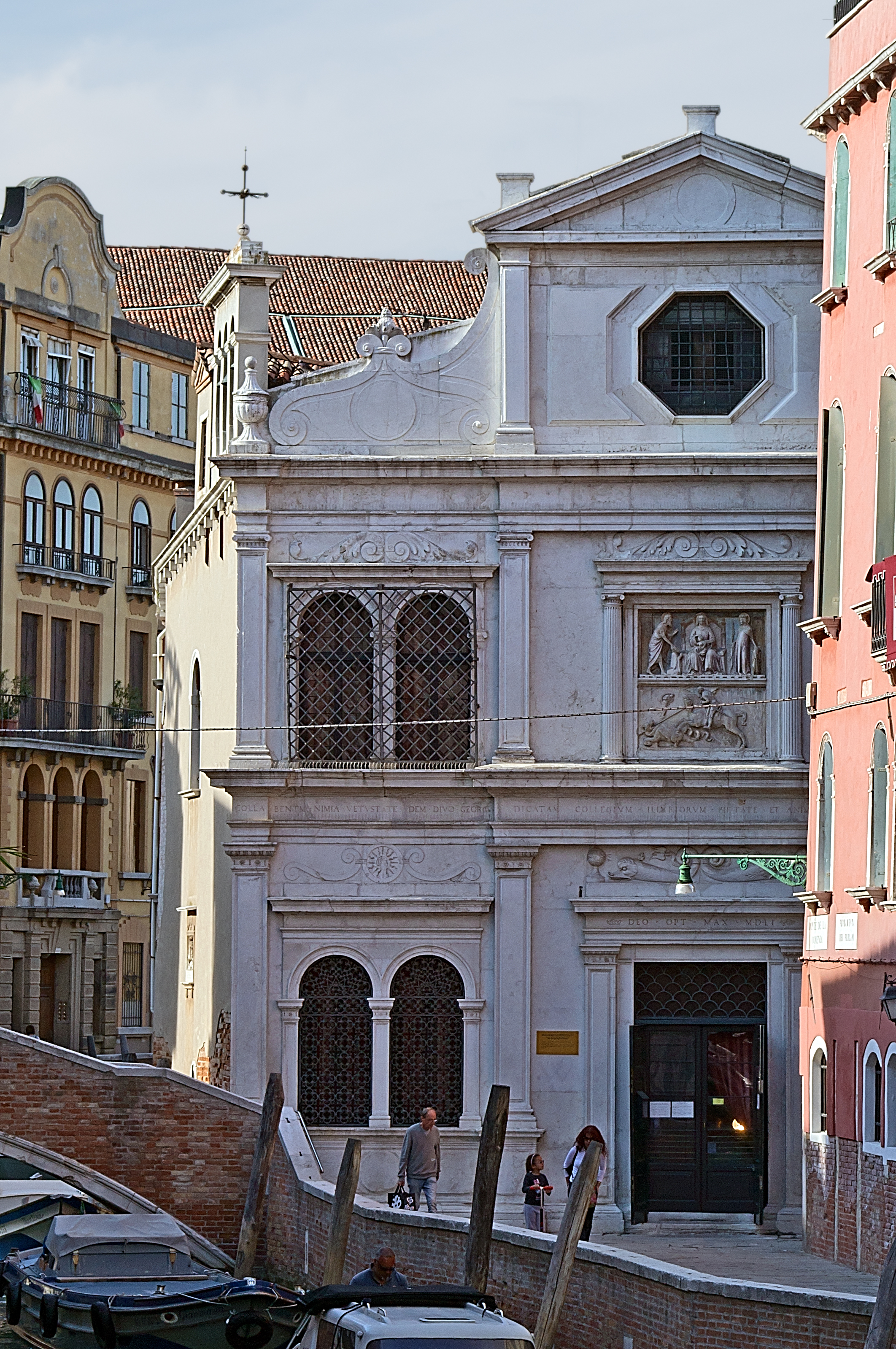
Fachada de la Scuola de San Giorgio

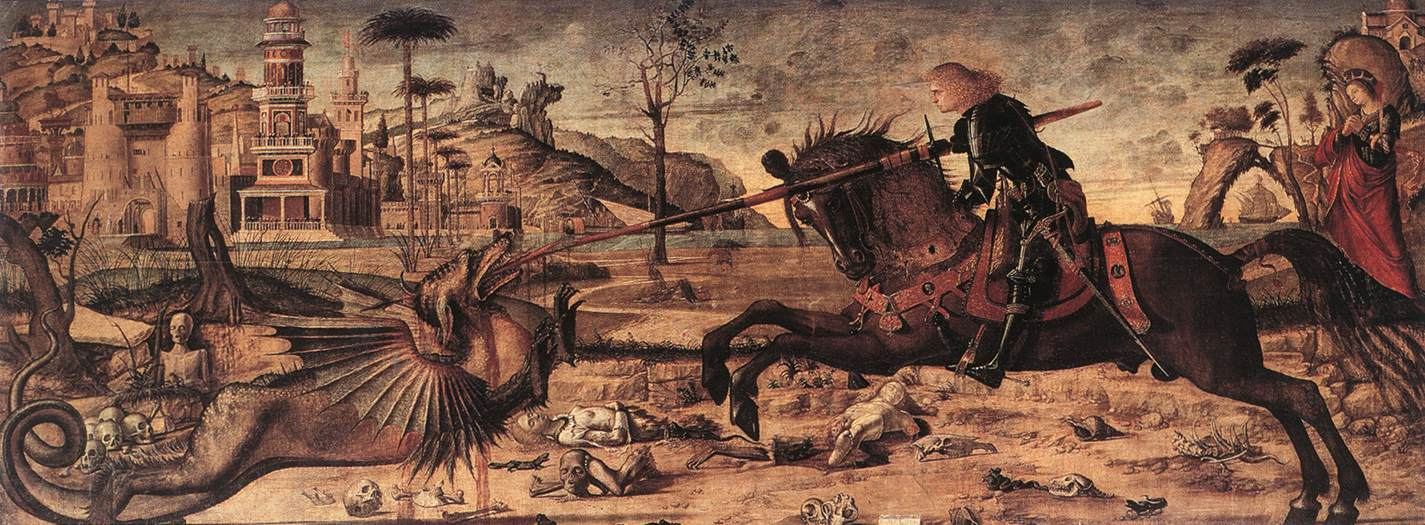
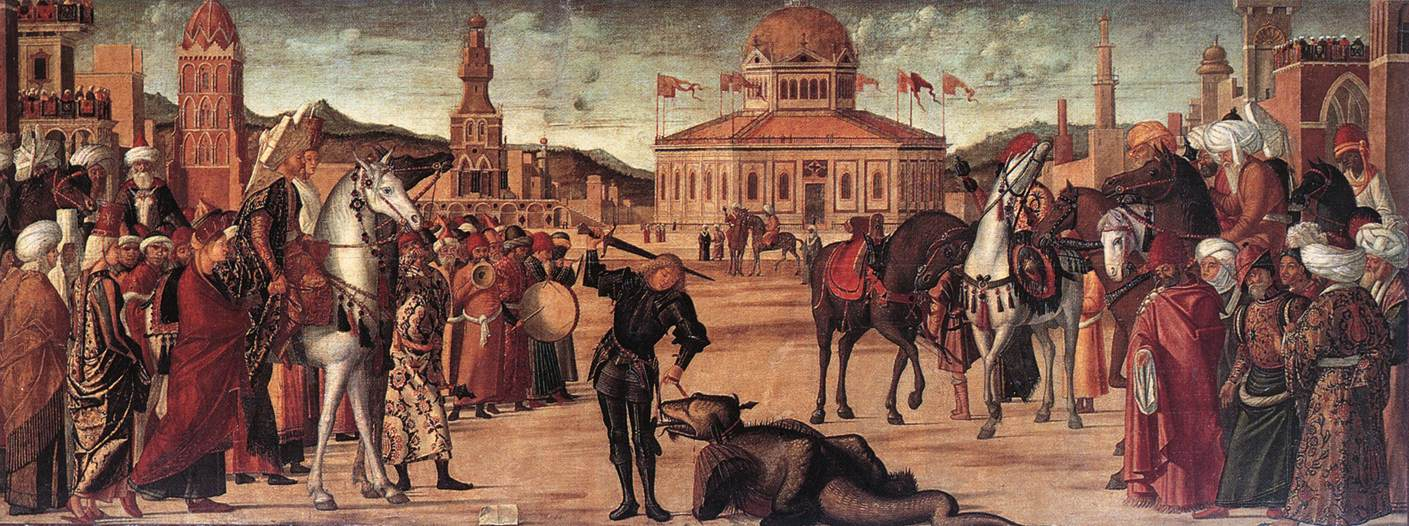
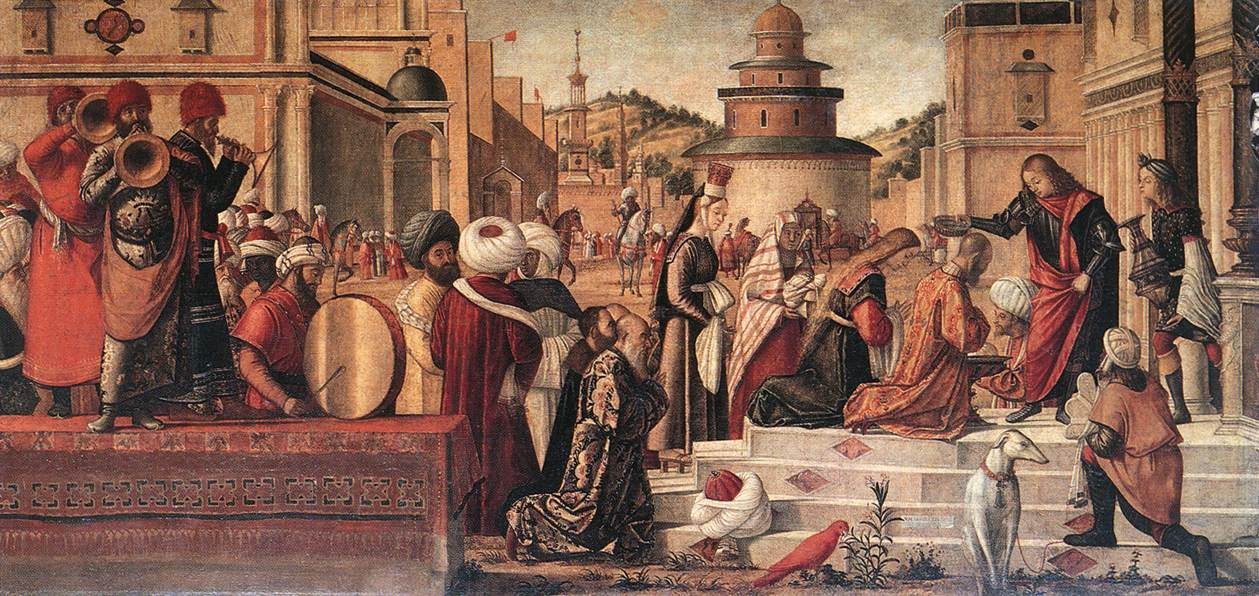

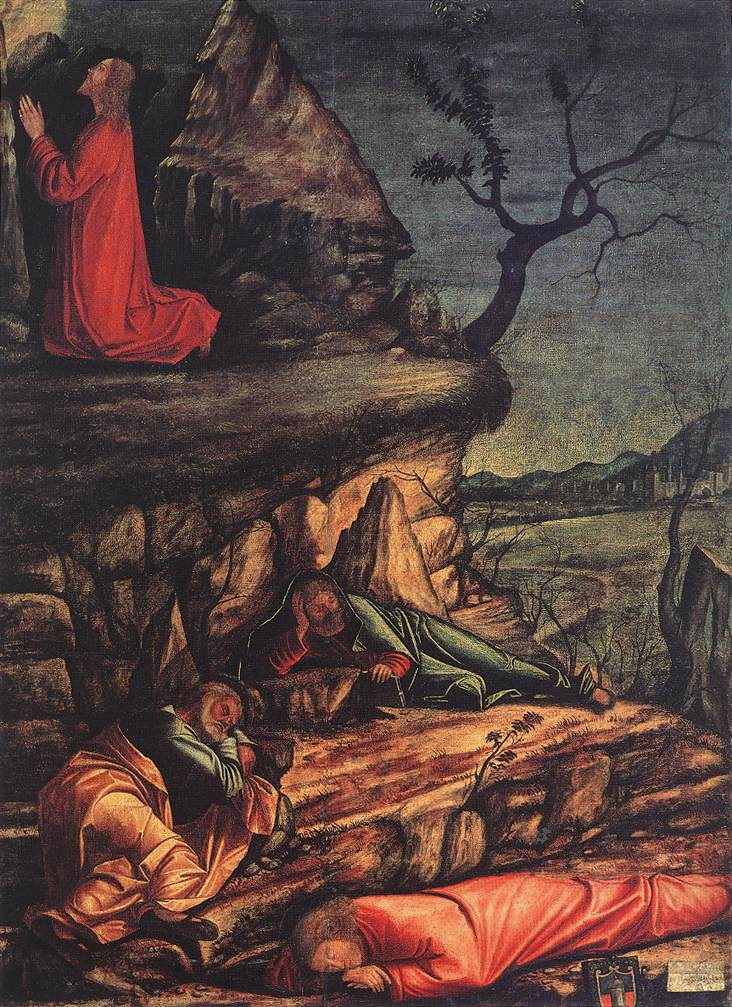
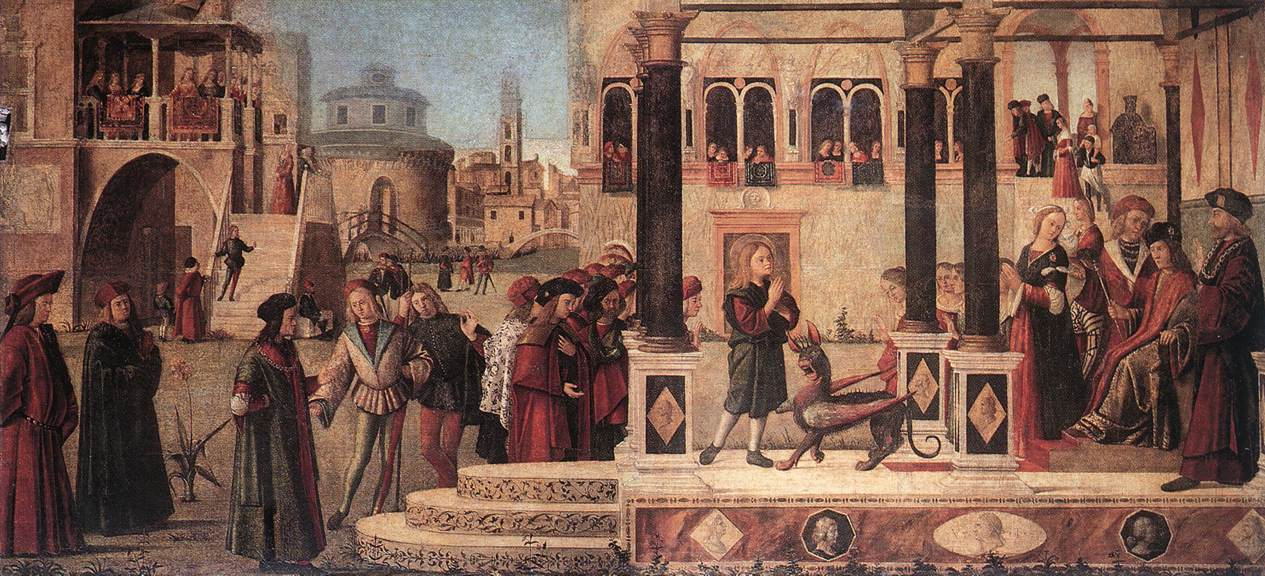
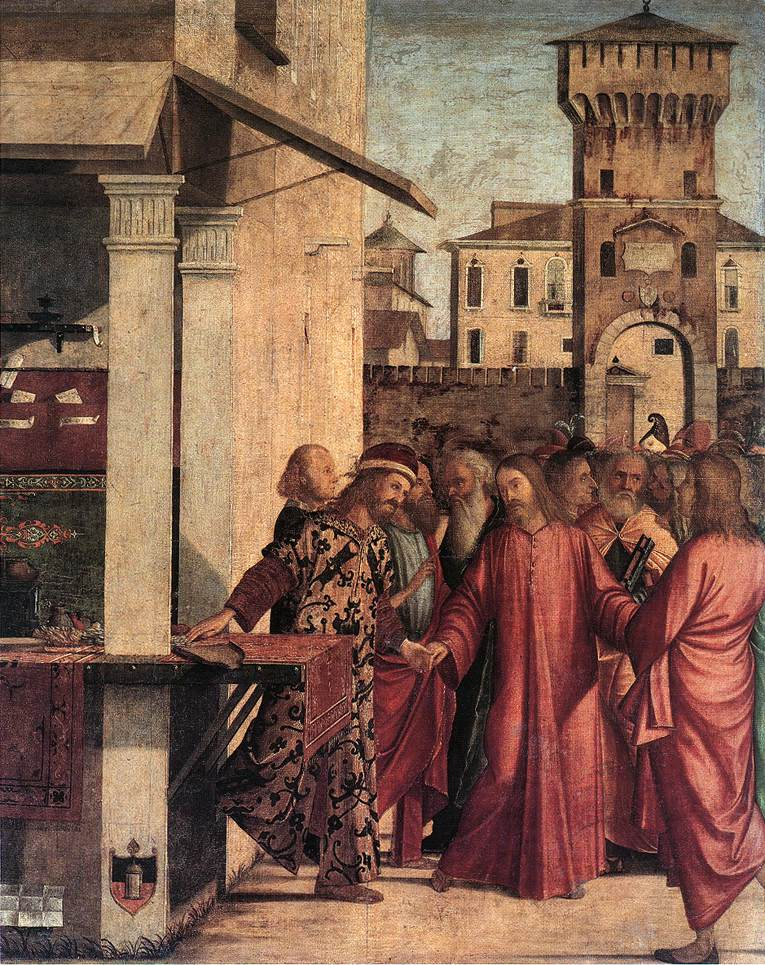

La Iglesia de San Giorgio degli Schiavoni (en italiano, Chiesa di San Giorgio degli Schiavoni o, también, Scuola di San Giorgio degli Schiavoni) es un edificio religioso de la ciudad de Venecia en el sestiere de Castello.

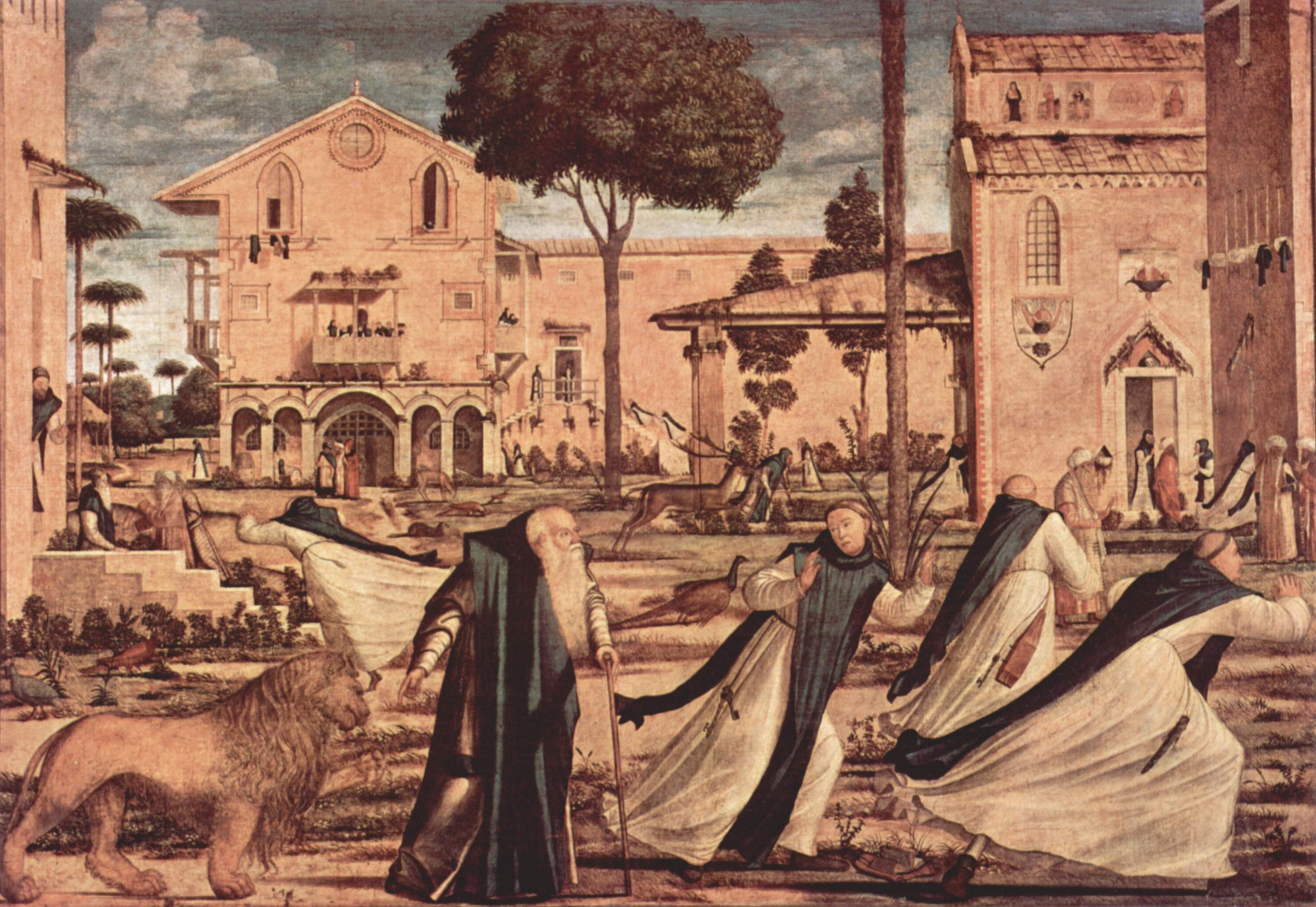
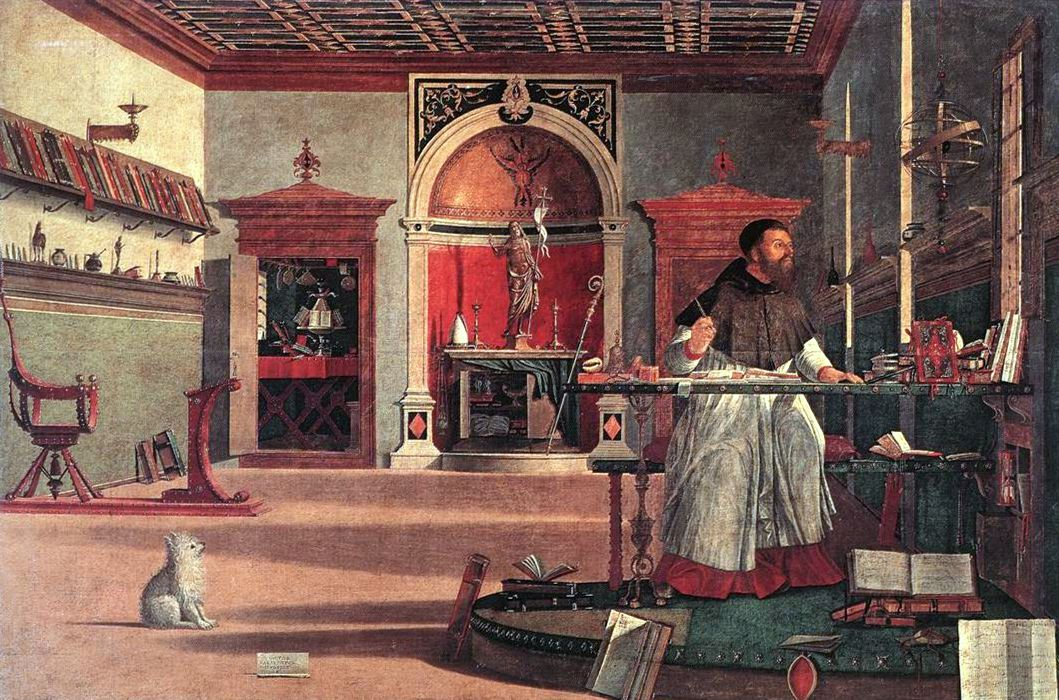
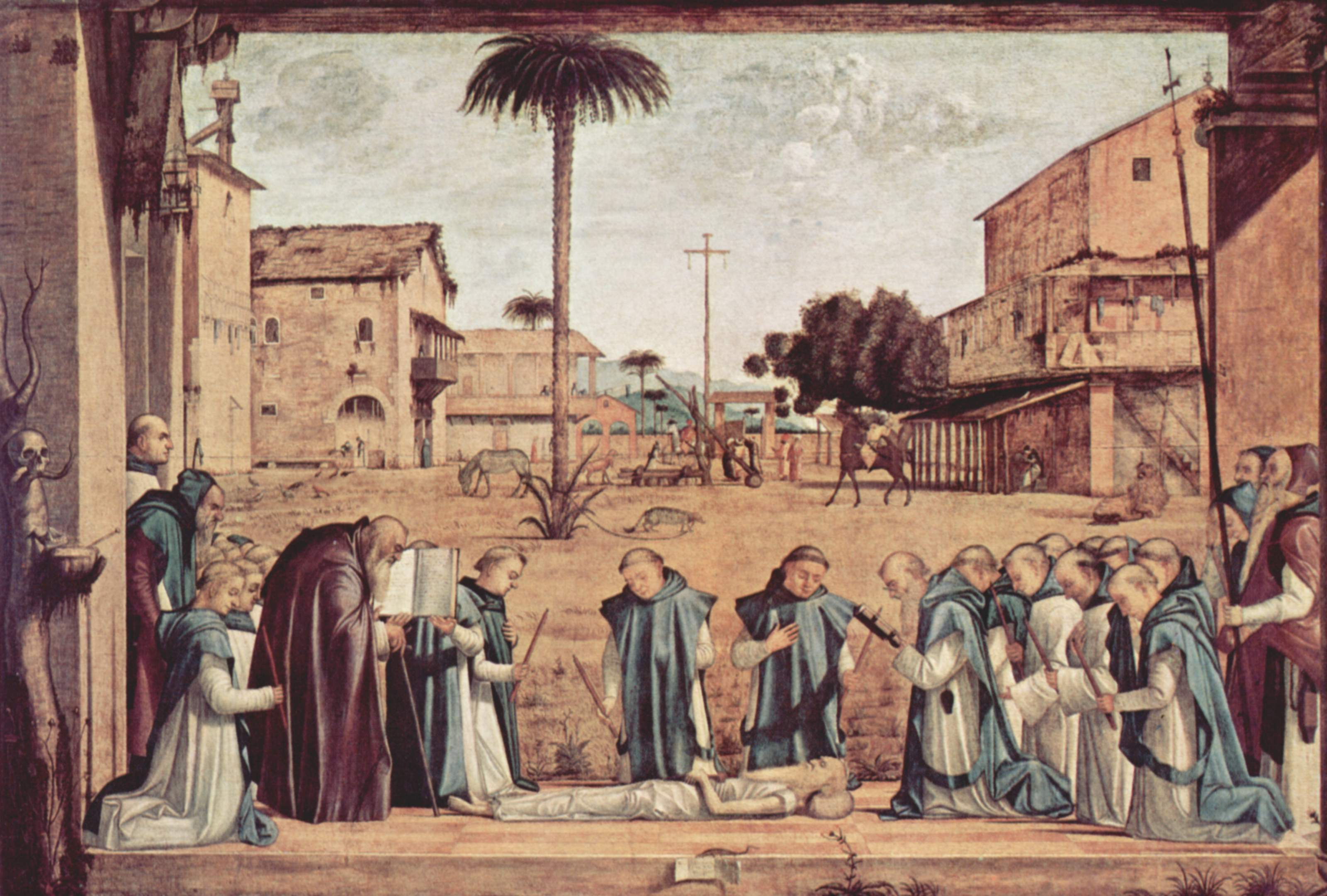

- Datos: Q1290662
- Multimedia: San Giorgio degli Schiavoni (Venice) / Q1290662